# سولفنیک اسید

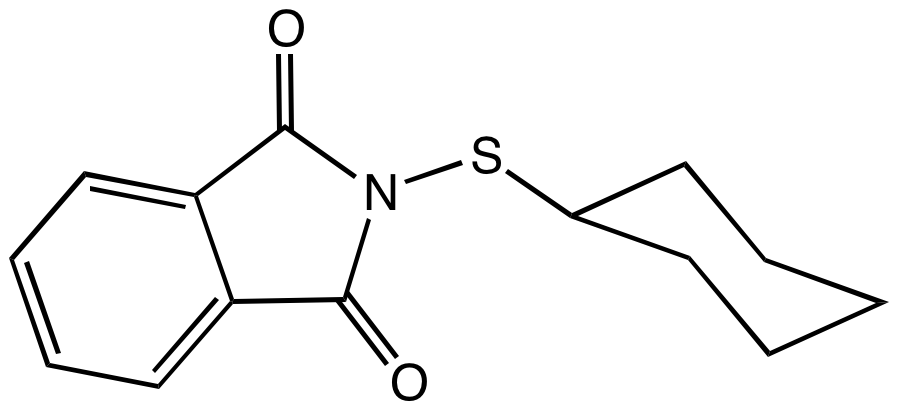
سیکلوهگزیل‌تیوفتالیمید یک نمونه سولفن‌آمید است که خود شاخه‌ای از سولفنیک اسید است.

سولفنیک اسید یک ترکیبات آلی گوگرد و اکسی‌اسید با فرمول کلی RSOH است. این اسید، عضو نخست خانوادهٔ اکسی‌اسیدهای ترکیبات آلی گوگرد است از جمله اعضای این خانواده می‌توان به سولفینیک اسید و سولفونیک اسید هر یک به ترتیب با ساختار RSO2H و RSO3H اشاره کرد. عضو پایهٔ سری سولفنیک اسیدها با R=H، هیدروژن تیوپراکسید است.

## ویژگی‌ها
برخلاف سولفینیک و سولفونیک اسید، سولفنیک اسیدها مانند متان-سولفنیک اسید CH3SOH بسیار واکنش پذیرند و نمی‌توان آنها را در یک محلول حبس کرد. در حالت گازی طول عمر متان-سولفنیک اسید نزدیک به یک دقیقه است. ساختار متان-سولفنیک اسید در حالت گازی با کمک طیف‌سنجی ریزموج به صورت CH3–S–O–H بدست آمده‌است.

## شیمی آلی
تبدیل نوع خاصی از سولفوکسید به آلکن با جداسازی سولفنیک اسید بدست می‌آید:
RS(O)CH2CH2R′ → RSOH + CH2=CHR′